# باول بينيت
باول بينيت (بالإنجليزية: Paul Bennett)‏ (4 فبراير 1952 بساوثهامبتون في المملكة المتحدة - ) هو لاعب كرة قدم بريطاني في مركز الدفاع. لعب مع نادي ريدنغ ونادي ساوثهامبتون ونادي ألدرشوت.

## وصلات خارجية
- باول بينيت على موقع قاعدة بيانات كرة القدم.إي يو (الإنجليزية)
- باول بينيت على موقع عالم كرة القدم.نت (الإنجليزية)